# شهرستان ماویی (هاوایی)
شهرستان ماویی، هاوایی (به انگلیسی: Maui County, Hawaii) شهرستانی در ایالات متحده آمریکا است که در هاوائی واقع شده‌است.

## خصوصیات
شهرستان ماویی ۶٬۲۱۰٫۸۳ کیلومترمربع مساحت دارد.